# Cheile Caprei
Cheile Caprei (Cheile Feneșului) alcătuiesc o arie protejată de interes național ce corespunde categoriei a IV-a IUCN (rezervație naturală de tip botanic și geologic), situată în vestul Transilvaniei, pe teritoriul județului Alba

## Localizare
Aria naturală aflată în partea vestică a județului Alba (în sudul Munților Trascăului), pe teritoriul administrativ al orașului Zlatna (în nordul satului Feneș) și este străbătută de Valea Feneșului

## Descriere
Rezervația naturală a fost declarată arie protejată prin Legea Nr.5 din 6 martie 2000, publicată în Monitorul Oficial al României, Nr.152 din 12 aprilie 2000, privind aprobarea Planului de amenajare a teritoriului național - Secțiunea a III-a - zone protejate și are o suprafață de 15 ha.

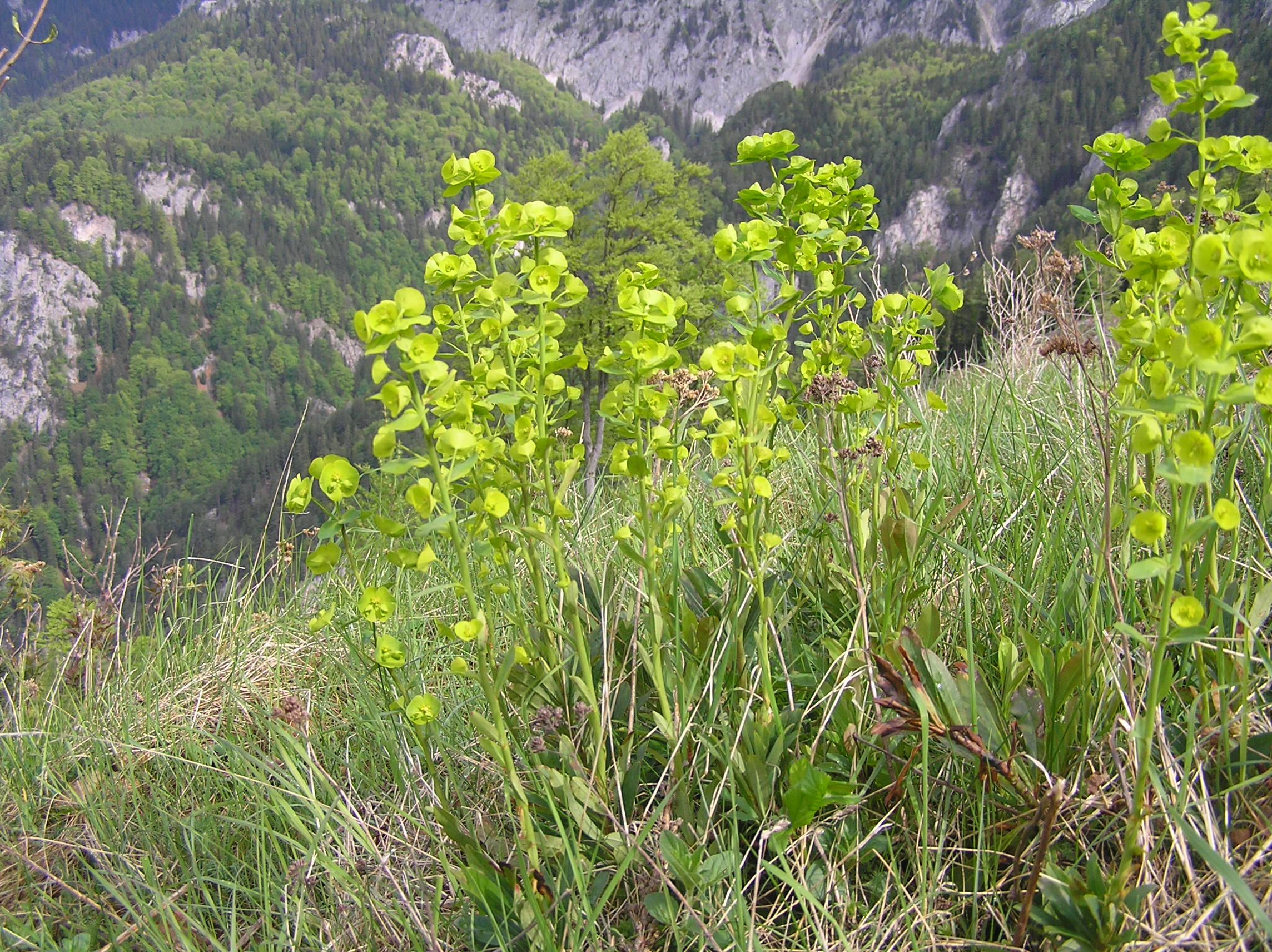
Alior (Euphorbia amygdaloides)

Aria protejată (inclusă în situl de importanță comunitară Munții Trascăului) reprezintă o zonă având la intrare două coloane (stânci) înalte din calcare cenușii (constituite din conglomerate, șisturi argiloase și gresii atribuite cretacicului superior) chei cu pereți abrupți (la bază cărora se află depozite de grohotișuri) acoperiți cu vegetație alcătuită din plante calcifile și xerofile.
Flora arboricolă este alcătuită în cea mai mare parte din specii de fag (Fagus sylvatica), în asociere cu carpen (Carpinus betulus). 
La nivelul ierburilor vegetează mai multe specii de plante; printre care: mălaiul cucului (Luzula campestris, Luzula luzuloides), urzica moartă galbenă (Lamium galbdeolum), o specie de alior (Euphorbia amygdaloides) sau rogoz (din specia: Carex sylvatica). 